# Beatriz Valdés Correa
Beatriz Valdés Correa (Santa Cruz de Lorica, circa 1998) es una periodista afrofeminista colombiana especializada en derechos humanos y género. Ha sido reconocida internacionalmente por su labor tratando temas relacionados con la justicia transicional, las mujeres como víctimas del conflicto armado, y la violencia sexual, destacando en particular el premio Gabo en 2023.

## Trayectoria
Valdés Correa nació en Lorica, Córdoba, y estudió periodismo en la Universidad de Antioquía. Es afrofeminista, y en 2020 fue becaria de la revista argentina Anfibia, en el laboratorio de periodismo situado, trabajando sobre mujeres que estaban o habían estado en situación de prostitución y víctimas del conflicto por desplazamiento forzado o asesinato de sus familiares.
Trabajó durante cuatro años en el periódico El Espectador, donde formó parte del equipo de Colombia+20. Su artículo, "Pobres, desplazadas y en prostitución: de la violencia de la guerra a la explotación sexual", le valió el premio global de periodismo Mujeres, Paz y Seguridad en 2022. Su reportaje, "El grito por justicia y reparación de las mujeres afro violentadas sexualmente", le valió el premio Gabo en la categoría Texto en 2023. En ese reportaje cuenta la historia de Aura, una mujer negra de los Montes de María que sufrió violencia sexual por parte de miembros de la Fuerza Pública, narrando un relato colectivo con otras mujeres que sufrieron esta violencia, culminando en dos propuestas de reparación que ellas hacen.
Fue el primer trabajo colombiano en ganar este premio, y al recibir el galardón Valdés Correa declaró:

"El premio es un reconocimiento a la discusión que debe poner sobre la mesa la violencia sexual a las mujeres afro en el conflicto. Por eso, me siento muy agradecida y feliz de ese reconocimiento del Premio Gabo, me parece clave que, a partir del periodismo, se ponga sobre la mesa el feminismo. Es importante que desde el oficio sean escuchadas mujeres que no son representadas en los medios masivos. Tenemos que pensar cuáles son las voces que queremos amplificar y, desde los medios, abrir la mirada para que las voces por años silenciadas, los procesos por años invisibilizados, puedan mirarse. Nuestra contribución es abrir la visión para que puedan ser vistos por más personas."

Tras su paso por El Espectador, se unió a un proyecto de periodismo participativo llamado Consonante, donde cubre temas relacionados con la violencia de género, el conflicto armado y la memoria.

## Reconocimientos
- Premio de periodismo Mujeres, Paz y Seguridad en 2022
- Premio Gabo en 2023